# Gentryville (Indiana)
Gentryville est une commune du comté de Spencer, situé dans l'Indiana, aux États-Unis. Sa population était de 268 habitants au recensement de 2010.